# Korona Rossijskoj imperii, ili snova neulovimye
Korona Rossijskoj imperii, ili snova neulovimye (Корона Российской империи, или Снова неуловимые) è un film del 1971 diretto da Ėdmond Gareginovič Keosajan. "La corona dell'impero russo, o ancora i vendicatori inafferrabili" è un lungometraggio sovietico d'avventura in due parti prodotto dalla Mosfilm. È l'ultimo film della trilogia su Gli Inafferrabili Vendicatori. Il film fu presentato in anteprima il 14 dicembre 1971.   Più di 60 milioni di persone hanno assistito alla prima del film in URSS. Il film divenne un blockbuster per la gioventù sovietica.

## Trama
L'azione si svolge nel 1924: i "Diavoli Rossi" prestano servizio nell'OGPU (il Direttorato politico dello Stato sovietico). Nonostante la vittoria del potere sovietico, i nemici non si arrendono e tra loro ci sono vecchie conoscenze dei "diavoli": Ataman Burnash (Efim Kopelyan), il capitano di stato maggiore Ovechkin (Armen Dzhigarkhanyan), il colonnello Kudasov (Arkady Tolbuzin) e il tenente Perov (Vladimir Ivashov). Mentre sono in esilio a Parigi, i cospiratori si preparano a intronizzare un nuovo imperatore della famiglia Romanov. La cerimonia richiede  la corona imperiale, che intendono rubare da un museo sovietico.   Il capitano Ovechkin ha ingaggiato il principe Naryshkin (Vladislav Strzelchik), un noto truffatore e ladro specializzato nel furto di gioielli di palazzo. Mentre l'attenzione dei Chekisti è concentrata su Naryshkin, Ovechkin riesce a rubare la corona senza farsi notare. Nascosto nelle catacombe di Odessa, aspetta il piroscafo su cui si trovano i suoi complici.
Nel mezzo dell'operazione dei cospiratori è rimasto l'ex capo del controspionaggio, il colonnello Kudasov, che ha svelato il piano di Duke. Decise di vendere lui stesso la corona e di ricavarne tutti i dividendi. Tuttavia, fu deluso dagli  "eredi al trono" sul cui aiuto contava incautamente.
Nonostante tutti gli intrighi, gli "inafferrabili"  riuscirono a riportare la corona al museo.